# Кубра (посёлок, Ульяновская область)
Кубра — поселок Радищевского района в составе Калиновского сельского поселения. 

## География
Находится на расстоянии примерно в 29 километров по прямой на восток-северо-восток от районного центра поселка Радищево.

## Название
Назван по реке Деловая Кубра, которая в прошлом называлась — Кубра.

## История
Поселок основан по Столыпинской реформе на 40 оброчной статье в 1908 году. Расположен близ большой дороги  из Хвалынска с Сызрань. Первые поселенцы крестьяне села Кашпир и потомки Хорольских казаков Полтавской Губернии. 1 ноября 1942 года рядом с посёлком была введена железнодорожная станция Кубра, на участке Сенная — Сызрань, являющегося частью так называемой "Волжской рокады". 

## Население
Население составляло 413 человек в 2002 году (русские 61%), 382 по переписи 2010 года.